# برشاوشان مشطي
برشاوشان مشطي (الاسم العلمي: Adiantum pectinatum) هو نوع من النباتات يتبع جنس البرشاوشان من الفصيلة الديشارية.